# Cantonul Meximieux
Cantonul Meximieux este un canton din arondismentul Bourg-en-Bresse, departamentul Ain, regiunea Rhône-Alpes, Franța.

## Comune
| Comune                    | Populație (1999) | Cod poștal | Cod INSEE |
| ------------------------- | ---------------- | ---------- | --------- |
| Bourg-Saint-Christophe    | 824              | 01800      | 01054     |
| Charnoz-sur-Ain           | 810              | 01800      | 01088     |
| Faramans                  | 592              | 01800      | 01156     |
| Joyeux                    | 206              | 01800      | 01198     |
| Meximieux                 | 6 840            | 01800      | 01244     |
| Le Montellier             | 221              | 01800      | 01260     |
| Pérouges                  | 1 103            | 01800      | 01290     |
| Rignieux-le-Franc         | 839              | 01800      | 01325     |
| Saint-Éloi                | 402              | 01800      | 01349     |
| Saint-Jean-de-Niost       | 1 082            | 01800      | 01361     |
| Saint-Maurice-de-Gourdans | 1 949            | 01800      | 01378     |
| Villieu-Loyes-Mollon      | 2 407            | 01800      | 01450     |